# Brachymyrmex giardi
Brachymyrmex giardi é uma espécie de inseto do gênero Brachymyrmex, pertencente à família Formicidae.